# MTV Sports and Music Festival
O MTV Sports & Music Festival foram festivais realizados pela MTV entre 1997 e 2001. O festival reunia músicos e atletas.

## Formato
Como o próprio nome já diz, o evento misturava música com esporte. Além dos shows, o evento contava com apresentações de Skate, BMX, Patins e até Motocross e Bicicross. Durante os intervalos dos shows musicais,também aconteciam shows de comédia.

## MTV Sports and Music Festival 1
A primeira edição do festival foi realizada no dia 8 de Novembro de 1997 em Austin,Texas, no Zilker Park.
 
Um Grande palco no centro do parque , recebeu  as atrações musicais com uma bela estrutura, e ao fundo do mesmo palco, foi colocado um Halfpipe para a realização de apresentações de Skate,Patins e BMX ao mesmo tempo que esses shows. 
Um Outro Half Pipe foi colocado mais atrás do palco, para a apresentações de outros skatistas,e o espaço livre foi usado para diversas brincadeiras do público.
Atrações Musicais
- Blink 182
- The Offspring
- Reel Big Fish
- 311
- Wu-Tang Clan
- Chris Miller
- Greta Gaines

Atrações Esportivas
- Tony Hawk
- Todd Richards

Outras
- Andy Dick
- Scott Farrel
- Peter King
- Kennedy

## MTV Sports & Music Festival 2
A segunda edição do festival foi realizada no dia 7 de Novembro de 1998 em Memphis,Tennessee. O Esquema foi praticamente o mesmo que o da edição anterior. Um Palco para as apresentações musicais, e dessa vez, uma área exclusiva  para o Motocross. O número de público é desconhecido.
Atrações Musicais
- Big Bad Voodoo Daddy
- DMX
- Sticky Fingaz
- Ice-T
- Limp Bizkit
- Method Man
- Mark McGrath
- Monster Magnet
- Q-Tip
- Redman
- Rob Zombie

Atrações Esportivas
- Bob Burnquist
- Brian Deegan
- Tony Hawk
- Andy McDonald
- Larry Linkogle
- Todd Lyons
- York Shackleton
- Rick Thorne
- Simon Woodstock
- Samuel Ringoir

Outros
- Jamie Foxx

## MTV Sports & Music Festival 3: Skate Trick
A terceira edição do festival foi realizada no dia 13 de Outubro de 1999 em Las Vegas, Nevada no Hilton Parking Garage.Apesar do espaço ser menor do que as edições anteriores grande público esteve presente.Para brilhar no Halfpipe,os melhores skatistas do mundo foram convidados . Nesse evento Tony Hawk executou a manobra 900 pela 2ª vez. 
Atrações Musicais
- Blink 182
- Limp Bizkit

Atrações Esportivas
- Bob Burnquist
- Tony Hawk
- Eitan Kramer
- Andy MacDonald
- Samuel Ringoir
- Danny Way

## MTV Sports & Music Festival 4: The Ultimate Survival
A quarta edição do evento aconteceu no dia 11 de Novembro de 2000 em Temecula, California. O Evento voltou a ser realizado em local aberto, e novamente foi feita uma área exclusiva ao Motocross.
Atrações Musicais
- Deftones
- Tommy Lee
- Outkast
- Redman

Atrações Esportivas
- Jeremy McGrath

Outros
- Gervase Peterson - Ator e Ex-participante do Survivor

## MTV Sports & Music Festival 5
A quinta e última edição do festival foi realizada no dia 20 de Outubro de 2001 novamente em Las Vegas,Nevada. Nesta edição o BMX e o Patins voltaram ao line-up dos esportes.
Atrações Musicais
- Ozzy Osbourne
- Ludacris
- The Crystal Method
- Puddle of Mudd

Atrações Esportivas
- Eitan Kramer

## Equipe de Produção
| Cargo                  | Nome                                     | Ano       |
| ---------------------- | ---------------------------------------- | --------- |
| Apresentador           | Carson Daly                              | 1997-2001 |
| Apresentador           | Dave Holmes,Ananda Lewis                 | 2000      |
| Diretor                | Carl Harris                              | 1997-1998 |
| Diretor                | Liz Patrick                              | 1999-2000 |
| Diretor                | Steve Paley                              | 2001      |
| Produtor               | Gil Colon                                | 1997-2000 |
| Produtor               | Tracy Hellerud                           | 2000-2001 |
| Supervisor de Produção | Greg Johnston                            | 1997-1999 |
| Supervisor de Produção | Gil Colon                                | 2001      |
| Produtor Executivo     | Patrick Byrnes                           | 1998-1999 |
| Produtor Executivo     | Mitch Goldstein                          | 2000-2001 |
| Operador de Som        | Warren Wolfe                             | 2000      |
| Editor                 | Paul Ewen                                | 1997      |
| Editor                 | Miles Barken,Jason Diamond,Josh Diamond, | 1998-1999 |
| Editor                 | Miles Barken,Buzz Chatman                | 1999      |

## Ligações Externas
www.mtv.com/onair/sportsmusicfestival/